# Steffen Krauß
Steffen Krauß (* 21. März 1965 in Schlema; † 9. April 2008 in Aue) war ein deutscher Fußballspieler. In der höchsten Spielklasse des DDR-Fußballs, der Oberliga, spielte er für die BSG Wismut Aue.

## Sportliche Laufbahn

### Gemeinschafts- und Vereinsstationen
Steffen Krauß spielte von 1973 bis 1990 für die BSG und den FC Wismut Aue. Zunächst gegenüber dem Fußball eher mit Abneigung ausgestattet, brachte ihn sein älterer Bruder Andreas mit dem Ball in Berührung und zur renommierten Betriebssportgemeinschaft aus dem Erzgebirge. Zunächst als Stürmer dem Spaß am Spielen gewinnend, rückte der talentierte Kicker später ins Mittelfeld. Dort charakterisierte er sich selbst Mitte der 1980er-Jahre als „dynamisch, einsatz- und laufstark.“
Während sein 1959 geborener Bruder im März 1983 und im Jahr darauf nur jeweils einen Kurzeinsatz in der DDR-Oberliga verzeichnen konnte, bestritt der 1965 in Schlema zur Welt gekommene Steffen für Wismut Aue insgesamt 168 Oberligaeinsätze (15 Tore) und 20 FDGB-Pokalspiele (6 Tore). Sein erstes Oberligaspiel absolvierte er am 19. Februar 1983 bei Dynamo Dresden (0:2). Sein erstes Oberligator erzielte er am 17. März 1984 im Heimspiel gegen den FC Karl-Marx-Stadt, als er den 2:0-Endstand markierte. Das letzte Oberligaspiel bestritt der gelernte Schmied am letzten Spieltag der Saison 1989/90 am 26. Mai 1990 beim BFC Dynamo (4:1). Trotz des Sieges, dem er mit seinem Treffer zur 2:1-Führung auf den Weg brachte, musste der Verein nach dieser Saison in die DDR-Liga absteigen.
International spielte er auch alle sechs Partien im UEFA-Pokal für Wismut Aue. In der Saison 1985/86 schied die Mannschaft in der ersten Runde gegen Dnipro Dnipropetrowsk aus. Zwei Spielzeiten später war für Aue in der 2. Runde gegen Flamurtari Vlora trotz des Siegtores von Steffen Krauß im Hinspiel Schluss.
Nach dem Abstieg der Auer bestritt Steffen Krauß 1990/91 für Wismut Aue noch sieben Spiele (kein Tor) in der DDR-Liga (Staffel B). Sein letztes Spiel für Wismut Aue absolvierte er am 27. Oktober 1990 im Heimspiel gegen den FSV Wacker 90 Nordhausen, als er nach 40 Minuten eingewechselt wurde. Bereits zu dieser Zeit machte sich bei ihm eine psychische Krankheit bemerkbar, durch die er weniger belastbar war und Medikamente einnehmen musste. Als Krauß wieder einigermaßen gesund war, spielte er später noch einige Jahre beim SV Hundshübel und 1. FC Rodewisch sowie ab 1996 wieder beim Bezirksligisten FC 1910 Lößnitz. Neben Torhüter Jörg Weißflog und Harald Mothes galt Krauß als einer der herausragenden Akteure der Wismut-Mannschaft in den 1980er-Jahren.

### Auswahleinsätze
Er absolvierte 1983 an der Seite von Ulf Kirsten, Olaf Marschall, Jörg Stübner und Matthias Lindner insgesamt sechs Spiele (ein Tor) für die U-18-Juniorenauswahl der DDR. Nach Angaben des DFV-Verbandsorgans fuwo – Die neue Fußballwoche war er somit nach dem 2. Fußballbeschluss aus dem Jahr 1983 der erste Spieler der im Vergleich zu den Fußballclubs bei der Nachwuchsrekrutierung benachteiligten BSG aus Aue, der wieder einen Auswahldress des DFV überstreifen durfte.
Von Februar 1984 bis November 1985 bestritt der Auer 14 Spiele (ein Tor) für die ostdeutsche U-21-Auswahl, in der er neben Kirsten und Marschall auch mit Andreas Thom und Thomas Doll auflief.
Steffen Krauß kam im Frühjahr 1985 zu zwei Länderspielen für die DDR-A-Nationalmannschaft. Sein Debüt gab er am 17. April 1985 in Frankfurt/Oder gegen Norwegen (1:0). Drei Wochen später, am 8. Mai 1985, verlor die DDR-Auswahl in Kopenhagen das Länderspiel gegen Dänemark mit 1:4. Bereits in der Halbzeitpause wurde Krauß von Trainer Bernd Stange ausgewechselt, obwohl die ganze Mannschaft gegen die Spielkunst der Dänen mit Michael Laudrup, Allan Simonsen, Søren Lerby oder Morten Olsen überfordert war. Die Länderspielkarriere war damit schnell wieder beendet.
Von 1986 bis 1987 absolvierte Krauß 15 Spiele (ein Tor) für die DFV-Olympiaauswahl. Das Team, dessen Trainer Krauß in den Ausscheidungsspielen für Seoul nicht einsetzten, konnte sich nicht für die Olympischen Spiele 1988 qualifizieren. Mit der Olympiaelf weilte er 1986 und 1987 beim Nehru Cup in Indien.

## Weiterer Werdegang
Nach seiner Fußballkarriere übernahm Steffen Krauß im Jahr 2000 die Schmiede seines Vaters. Im März 2008 zog er sich bei einer Explosion in den Räumen der Schmiede Verbrennungen ersten und zweiten Grades zu. In der Nacht vom 8. zum 9. April 2008 nahm er sich mit einem Sprung aus einem Fenster im 6. Stockwerk des Krankenhauses das Leben. Er hinterließ seine Lebensgefährtin und eine siebenjährige Tochter.